# 羅伯遜嶺
羅伯遜嶺（英語：Robertson Ridge），是南極洲的山嶺，位於維多利亞地的斯科特海岸，處於克拉克冰川西北部，以美國研究計劃的地球物理學家命名，現時由南極條約體系管理。